# Cliff Lundberg
John Clifford Lundberg, känd som Cliff Lundberg, född 15 mars 1967 i Malmö Sankt Johannes församling, är en tidigare gitarrist, basist och trummis i bland annat Anti Cimex, Moderat Likvidation (bas) och Black Uniforms (trummor). Sedan i början av 1990-talet i Driller Killer (sång). Driller Killer är fortfarande aktiva och Charlie Claeson ifrån Anti Cimex spelar trummor.